# Orwa Nyrabia
Orwa Nyrabia (Arabisch: عروة النيربية; Homs, 16 december 1977) is een Syrisch filmproducent, filmmaker, trainer en mensenrechtenactivist. Hij is een van de oprichters van het documentairefestival Dox Box in Syrië. In januari 2018 werd hij artistiek directeur van het IDFA.

## Opleiding en loopbaan
Nyrabia studeerde acteren aan het Higher Institute of Dramatic Arts in Damascus en werd opgeleid tot filmproducer aan het Institut national de l'audiovisuel van de Sorbonne. Van 1997 tot 2002 schreef hij regelmatig voor het Libanese dagblad As-Safir. In 2004 speelde hij een hoofdrol in Yousry Nasrallah's The Gate of Sun. De film, een bewerking van Elias Khoury's roman met dezelfde naam, werd vertoond op het filmfestival van Cannes van 2004. Hij werkte ook als eerste assistent-regisseur mee aan een aantal speelfilms.
In 2002 was hij medeoprichter van Proaction Film, het eerste onafhankelijke filmproductie en -distributie bedrijf in Syrië. Samen met zijn vrouw Diana El Jeiroudi lanceerde hij begin 2008 Dox Box. Dit internationale documentairefestival groeide snel uit tot een van de belangrijkste bijeenkomsten voor documentaires in de Arabische wereld. Het begon met vertoningen in bioscopen in Damascus, maar vanaf 2009 werden deze uitgebreid naar andere Syrische steden, zoals Homs en Tartous. Tegelijk met het jaarlijkse festival werden workshops en activiteiten aangeboden aan jonge Syrische filmmakers. De vijfde editie van het festival, gepland voor maart 2012, werd afgezegd uit protest tegen het hardhandige optreden van de Syrische regering tegen demonstranten aan het begin van de Syrische Burgeroorlog. Het festival werd niet langer gehouden, en Nyrabia pleitte ervoor dat Syrische documentaires zouden worden vertoond op festivals over de hele wereld, op wat werd genoemd de "Dox Box Global Day." Het doel was te laten zien "hoe armoede, onderdrukking en isolering niet voorkomen dat mensen spectaculair moedig, koppig en waardig worden."
De belangrijkste film die Nyrabia in die tijd produceerde was de documentaire Dolls, a Woman from Damascus in 2008, van Diana El Jeiroudi. Hij werd vertoond in meer dan veertig landen, op tv, festivals en tentoonstellingen.

## Activisme
Nyrabia speelde een centrale rol bij het opstellen van de oproep van Syrische filmmakers van eind april 2011 – de eerste openbare verklaring door een beroepsgroep tijdens de Syrische Burgeroorlog. De oproep werd ondertekend door meer dan zeventig Syrische filmmakers, en sterren als Juliette Binoche, Mohsen Makhmalbaf en Mike Leigh waren onder de meer dan duizend internationale filmprofessionals die de oproep ondertekenden.
Hij is een van de naamloze mensen achter Syrië's revolutionaire grassrootsbeweging, de Lokale Coördinatie Comités, die zich in Syrië inzet voor steun aan activisten en humanitaire steun aan ontheemde burgers. Arabische media hebben Nyrabia geprezen voor zijn rol in het humanitaire werk, vooral voor ontheemde bewoners van Homs. Hij werkte nauw samen met gerenommeerde Syrische leden van de oppositie en activisten zoals Riad Seif en Razan Zaitouneh. Nyrabia's vader, Mouaffaq Nyrabia, is ook een bekend links politiek dissident die eerder is aangehouden door de Syrische autoriteiten; hij was in de jaren 2013–2015 vertegenwoordiger van de Nationale Coalitie voor Syrische Revolutionaire en Oppositiekrachten bij de EU en vervolgens vice-president van de coalitie in 2016.
Nadat Razan Zaitouneh eind 2013 door een onbekende groep van extremisten werd ontvoerd in Douma, in de buurt van Damascus, was Nyrabia tijdelijk waarnemend directeur van de organisatie die zij had opgericht en geleid, het Centrum voor de documentatie van schendingen in Syrië. In 2015 werd Husam Alkatlaby de nieuwe directeur.

### Arrestatie
Op 23 augustus 2012 werd Nyrabia door de Syrische autoriteiten gearresteerd op de luchthaven van Damascus. Zijn familie kreeg geen contact meer met hem kort voordat hij aan boord van een EgyptAir-vlucht naar Cairo zou gaan. De luchtvaartmaatschappij bevestigde dat Nyrabia niet aan boord van hun vlucht was. Hij werd op 12 september vrijgelaten.
Later verklaarde Nyrabia op zijn persoonlijke Facebookpagina dat de Syrische militaire inlichtingendienst verantwoordelijk was voor zijn arrestatie. Hij werd vrijgelaten na een campagne van filmmakers, waarin duizenden kopstukken uit de internationale wereld zijn vrijheid eisten in de media. Dit waren onder meer Robert De Niro, Robert Redford, Charlotte Rampling, Kevin Spacey en Juliette Binoche. De campagne was een zeldzaam voorbeeld van succesvolle druk op de Syrische regering, en was de reden dat hij werd vrijgelaten zonder aanklacht. Na zijn vrijlating publiceerde Nyrabia een brief waarin hij iedereen bedankte die had deelgenomen aan de campagne.

#### Verstoring IDFA 2023
Tijdens de openingsceremonie van IDFA op 8 november 2023 beklommen drie activisten het podium met een spandoek met de leus From the river to the sea, Palestine will be free. Deze slogan wordt door Palestijnse activisten gebruikt en wordt door sommigen beschouwd wordt als een oproep voor de vernietiging van de staat Israël. De activisten kregen applaus, ook van Nyrabia zelf. Op 10 november legden de Israëlische producenten en filmmakers een verklaring af, waarin ze vooral Nyrabia’s acties veroordeelden. IDFA bood in een verklaring excuses aan voor het applaudisseren; Nyrabia applaudisseerde naar eigen zeggen voor de vrijheid van meningsuiting. Daarop trokken ten minste vijf filmmakers hun documentaires in omdat IDFA Palestijnse activisten monddood zou maken.

## Egypte
Na zijn vrijlating ontvluchtten Nyrabia en El Jeiroudi Damascus en verbleven enige tijd in Egypte. Daar produceerde hij de documentaire Return to Homs van de Syrische filmmaker Talal Derki. Dit werd de eerste film uit de Arabische wereld die het IDFA opende. Hij won vele prijzen, waaronder de Grand Jury Prize van het Sundance Film Festival van 2014.

## Europa
In 2013 vestigden Nyrabia en El Jeiroudi zich in Berlijn. Daar zetten zij hun werk voort binnen Proaction Film, dat omgedoopt werd in No Nation Films. In 2014 kondigden zij de oprichting aan van Dox Box-e.V., een non-profitorganisatie voor de ondersteuning, promotie en opleiding van een nieuwe generatie documentairemakers in de Arabische wereld.
Datzelfde jaar was Nyrabia een van de producenten van de zeer gewaardeerde film Silvered Water, Syria Self Portrait, geregisseerd door de Syrische filmmaker Ossama Mohammed in samenwerking met Wiam Simav Bedirxan, die in première ging op het filmfestival van Cannes in de officiële selectie en zeer goede kritieken kreeg van uitgaven als Le Monde en Variety. Een beslissend moment in Nyrabia's succes was de CBS-show 60 Minutes op 15 december 2014.
In 2018 produceerde hij de documentaire Republic of Silence van Diane El Jeiroudi, een persoonlijk verslag van opgroeien in Syrië.
Nyrabia was lid van de jury van vele internationale filmfestivals en -fondsen, waaronder het IDFA, het Prins Claus Fonds en Dok Leipzig. Hij was ook mentor en adviseur bij verschillende trainingen, zoals de IDFAcademy, het IDFA Bertha Fund en de documentaireworkshop Encounters in Kaapstad.
In januari 2018 volgde Nyrabia Ally Derks op als artistiek directeur van het IDFA. In een interview met Trouw zei hij daarover: Met film kunnen we de wereld veranderen. Maar laat me duidelijk zijn: ik ben geen fan van propaganda of films die mensen tot directe actie aanzetten. Ik hou van films die onze vooroordelen uitdagen en onze ideeën op de proef stellen. Idfa is geen plek voor activistische films die visueel niet interessant zijn. Idfa staat voor films die de werkelijkheid diepgaand ondervragen.

## Lidmaatschappen
In juni 2017 waren Nyrabia en El Jeiroudi de eerste Syriërs die werden uitgenodigd lid te worden van de Academy of Motion Picture Arts and Sciences. Nyrabia is ook lid van de Deutsche Filmakademie, de International Documentary Association en het European Documentary Network.

## Onderscheidingen
Voor het werk bij Dox Box kregen Nyrabia en El Jeiroudi diverse onderscheidingen, waaronder de Katrin Cartlidge Award en de Europese Documentaire Netwerk Award in 2012. Nyrabia kreeg voorts onder meer de George Polk Award for Documentary Film, een European Documentary Network Award, een HRW Nestor Almendros Award for Courage in Filmmaking en de PL Foundation's Human Rights Award.
- Bibliothèque nationale de France: cb150059801 (data)
- Gemeinsame Normdatei: 1061621359
- International Standard Name Identifier: 0000 0000 0265 4121
- Système universitaire de documentation: 105557102
- Virtual International Authority File: 74128665